# De Wintons Langohrfledermaus
De Wintons Langohrfledermaus (Laephotis wintoni) ist ein im östlichen Afrika verbreitetes Fledertier in der Gattung der Afrikanischen Langohrfledermäuse. Das Typusexemplar stammt aus dem Kitui County in Kenia.

## Merkmale
Diese kleine Fledermaus ist mit Schwanz 91 bis 111 mm lang, die Schwanzlänge beträgt 38 bis 50 mm und das Gewicht liegt bei 10 g. Es kommen 37 bis 40 mm lange Unterarme und 21 bis 24 mm lange Ohren vor. Von der Namibia-Langohrfledermaus (Laephotis namibensis) kann die Art nur durch genetische Differenzen und durch die getrennten Verbreitungsgebiete unterschieden werden. Oberseits ist gelbbraunes Fell vorhanden, das zum Bauch hin heller wird. Dabei sind die Haare an den Wurzeln dunkler. Typisch sind mittelbraune Flughäute und dunkelbraune Ohren mit einem großen dreieckigen Tragus. Mit Ausnahme der Geschlechtsorgane gibt es keine Unterschiede zwischen Weibchen und Männchen. Die 32 Zähne verteilen sich nach der Zahnformel I 2/3, C 1/1, P 1/2, M 3/3. Dabei steht der obere Prämolar über den Molaren. Der diploide Chromosomensatz besteht aus 34 Chromosomen (2n=34).

## Verbreitung
Diese Fledermaus ist vom zentralen Äthiopien über Uganda, Kenia, Tansania, Malawi und Sambia verbreitet. Möglicherweise erreicht sie angrenzende Gebiete der Demokratischen Republik Kongo, von Mosambik oder Simbabwe. Eine weitere Population lebt in Lesotho und benachbarten Regionen Südafrikas. Die Individuen halten sich im Flach- und Bergland bis 1500 Meter Höhe auf. Sie bewohnen Savannen und andere Grasflächen sowie Gebiete mit einer Strauchdecke. Die De Wintons Langohrfledermaus wurde unter anderem mit Japannetzen über Wasserflächen gefangen.

## Lebensweise
Zum Verhalten ist fast nichts bekannt. Vermutlich ruht die Art, wie die Namibia-Langohrfledermaus, in Felsspalten. Andere Gattungsvertreter jagen Nachtfalter und Käfer. In Lesotho war ein Weibchen im November trächtig.

## Gefährdung
Für den Bestand sind keine Bedrohungen bekannt. Pro Untersuchung wurden maximal zwei Individuen registriert. Vermutlich schwankt die Populationsgröße über mehrere Jahre. Die IUCN listet die Art aufgrund der weiten Verbreitung als nicht gefährdet (least concern).